# Siewieromorsk (1985)
Siewieromorsk (ros. Североморск), poprzednio Simferopol – radziecki, następnie rosyjski niszczyciel rakietowy, ósmy okręt projektu 1155 (typu Friegat lub Udałoj, ozn. NATO Udaloy), klasyfikowany oficjalnie jako duży okręt przeciwpodwodny. W służbie od 1987 roku. Wchodzi w skład Floty Północnej Marynarki Wojennej Rosji.

## Budowa i opis techniczny
„Siewieromorsk” był ósmym zbudowanym okrętem projektu 1155 (Friegat), znanego też od pierwszego okrętu jako typ Udałoj. Okręt został wciągnięty na listę floty 26 października 1983 roku. Początkowo miał otrzymać nazwę „Marszał Budionnyj” na cześć marszałka Siemiona Budionnego, w 1985 roku zmienioną na „Marszał Żukow” na cześć marszałka Gieorgija Żukowa, w końcu w 1986 roku nadano mu nazwę „Simferopol” od miasta Symferopola, pod którą wszedł do służby, w marcu 1993 roku zmienioną na „Siewieromorsk”. Stępkę położono 12 czerwca 1984 roku w stoczni Jantar w Królewcu (numer budowy 115), okręt został zwodowany 24 grudnia 1985 roku, zaś do służby wszedł 30 grudnia 1987 roku.
Okręty projektu 1155 były klasyfikowane jako duże okręty przeciwpodwodne (ros. bolszoj protiwołodocznyj korabl, BPK), niemniej na zachodzie powszechnie uznawane są za niszczyciele. Ich zasadniczym przeznaczeniem było zwalczanie okrętów podwodnych, w tym celu ich główne uzbrojenie stanowiło osiem wyrzutni rakietotorped Rastrub-B z ośmioma pociskami i osiem wyrzutni torped kalibru 533 mm przeciw okrętom podwodnym. Ich możliwości w zakresie zwalczania okrętów podwodnych rozszerzały  dwa śmigłowce pokładowe Ka-27PŁ.  Uzbrojenie przeciwpodwodne uzupełniały dwa dwunastoprowadnicowe miotacze rakietowych bomb głębinowych RBU-6000. Uzbrojenie artyleryjskie stanowiły dwa pojedyncze działa uniwersalne kalibru 100 mm AK-100 na dziobie oraz dwa zestawy artyleryjskie obrony bezpośredniej w postaci dwóch par sześciolufowych naprowadzanych radarowo działek 30 mm AK-630M (łącznie cztery działka). Uzbrojenie rakietowe służyło tylko do bliskiej obrony i składało się z dwóch kompleksów pocisków przeciwlotniczych i przeciwrakietowych Kindżał, każdy w składzie czterech bębnowych wyrzutni pionowych, po jednym na dziobie i na rufie (64 pociski).
Okręty wyposażone zostały w odpowiednie środki obserwacji technicznej, w tym kompleks hydrolokacyjny Polinom z antenami w gruszce dziobowej, podkilową i holowaną. „Simferopol” otrzymał pełny zestaw wyposażenia późnych okrętów tego typu, obejmujący między innymi stację radiolokacyjną dozoru ogólnego Friegat-MA (MR-750) na maszcie rufowym i stację do wykrywania celów niskolecących Podkat na maszcie dziobowym oraz wyrzutnie celów pozornych PK-2 i PK-10. Nie zainstalowano jednak na nim lub do 2005 roku zdjęto cztery z ośmiu wyrzutni PK-10 i system nawigacji satelitarnej Glonass.
Napęd stanowią dwa zespoły turbin gazowych M9 w systemie COGAG, napędzające po jednej śrubie. Każdy składa się z turbiny marszowej D090 o mocy 9000 KM) i turbiny mocy szczytowej DT59 o mocy 22 500; łączna moc napędu wynosi 63 000 KM. Prędkość maksymalna wynosi 29 węzłów, a ekonomiczna 18 węzłów.

## Służba
„Simferopol” od 1 maja 1988 roku wchodził w skład Floty Północnej Marynarki Wojennej ZSRR. W dniach 16–20 lipca 1991 roku złożył wizytę w bazie marynarki Mayport w Jacksonville w USA.
Po rozpadzie ZSRR okręt został przejęty przez Marynarkę Wojenną Rosji. W marcu 1993 roku został przemianowany na „Siewieromorsk” od miasta Siewieromorska (Symferopol znalazł się po rozpadzie ZSRR na Ukrainie).
W 2016 roku znajdował się wciąż w służbie, z numerem burtowym 619, wchodząc nadal w skład Floty Północnej.